# Ярчівці (зупинний пункт)
Ярчі́вці — пасажирський залізничний зупинний пункт Тернопільської дирекції Львівської залізниці на електрифікованій лінії Тернопіль — Львів між станціями Озерна (10 км) та Зборів (7 км). Розташований між селами Ярчівці та Волосівка Тернопільського району Тернопільської області.

## Приміське сполучення
Приміське сполучення здійснюється електропоїздами за напрямком Львів — Тернопіль